# Bernhard von dem Knesebeck
Friedrich August Bernhard von dem Knesebeck (* 23. Mai 1817 in Celle; † 14. April 1887 in Wiesbaden) war ein preußischer Generalmajor und Kommandant der Festung Erfurt. 

## Leben

### Herkunft
Seine Eltern waren der hannoverische Generalmajor Friedrich August Wilhelm von dem Knesebeck (1775–1842) und dessen Ehefrau Friederike Amalie, geborene von Bothmer (1781–1855).

### Militärkarriere
Knesebeck besuchte ab August 1831 das Kadettenhaus in Berlin und wurde anschließend als Sekondeleutnant dem Garde-Reserve-Infanterie-Landwehr-Regiment der Preußischen Armee aggregiert und am 17. Februar 1837 einrangiert. Vom 1. Mai 1844 bis zum 31. März 1851 war er Adjutant und Rechnungsführer beim II. Bataillon des 1. Garde-Landwehr-Regiments in Stettin. In der Zeit wurde er am 20. Oktober 1849 zum Premierleutnant befördert. Am 2. September 1852 wurde Knesebeck Hauptmann und vom 1. Oktober 1853 bis zum 30. September 1854 zum Garde-Schützen-Bataillon kommandiert. Am 26. Juni 1856 kam er dann als Kompaniechef in das Garde-Füsilier-Regiment. Dort wurde er am 1. Juli 1860 zum Major befördert. Ab dem 1. Juni 1861 war Knesebeck als Führer des I. Bataillons in das 2. Garde-Landwehr-Regiment kommandiert. Am 21. Februar 1863 folgte seine Ernennung zum Kommandeur des II. Bataillons im Garde-Füsilier-Regiment. Vom 3. November 1863 bis zum 15. Januar 1864 war Knesebeck als Etappenkommandant auf dem Hamburger Bahnhof in Berlin tätig. Am 18. Juni 1865 wurde er zum Oberstleutnant befördert.
Während des Krieges gegen Österreich kämpfte Knesebeck 1866 in den Gefechten bei Soor und Königinhof sowie in der Schlacht bei Königgrätz. Er erhielt dafür am 29. September 1866 das Ritterkreuz des Königlichen Hausordens vom Hohenzollern mit Schwertern. Am 30. Oktober 1866 wurde er zudem als Kommandeur in das 5. Pommerschen Infanterie-Regiment Nr. 42 versetzt und am 31. Dezember 1866 mit Patent vom 30. Oktober 1866 zum Oberst befördert.
Im folgenden Krieg gegen Frankreich kämpft Knesebeck 1870/71 in den Schlachten bei Gravelotte und Villiers
sowie bei der Belagerung von Metz und den Gefechten von Dole, Auxonne und Dijon. Er war vom 1. Oktober bis zum 1. November 1870 zur Führung der 5. Infanterie-Brigade kommandiert und fungierte vom 22. Januar bis zum 6. März 1871 als Führer der kombinierten Brigade „Knesebeck“. Sie bestand aus dem Infanterie-Regimentern Nr. 60 und 72 und kam beim VII. Armee-Korps zum Einsatz. Für Metz erhielt Knesebeck das Eiserne Kreuz II. Klasse.
Am 1. August 1872 wurde er à la suite des Infanterie-Regiments Nr. 42 gestellt und zum Kommandant von Erfurt ernannt. In dieser Stellung erhielt Knesebeck am 18. Januar 1872 den Charakter als Generalmajor. Unter Verleihung des Roten Adlerordens II. Klasse mit Eichenlaub wurde er am 15. Oktober 1874 mit der gesetzlichen Pension zur Disposition gestellt. 
Knesebeck war seit 1869 Ehrenritter des Johanniterordens.

### Familie
Er heiratete am 3. Oktober 1851 in Stettin Anna Schön (1833–1907). Das Paar hatte mehrere Kinder:
- Oskar (1854–1917), preußischer Offizier ⚭ 1890 Hedwig von Meding (* 1861)
- Heinrich (* 1856), preußischer Offizier ⚭ 1887 Marie Gräfin von Luxburg (* 1860), eine Enkelin von Friedrich von Luxburg[2]
- Irmgard (* 1859), Stiftsdame in Ebstorf